# Réserve mondiale
En économie des matières minières, les réserves mondiales correspondent aux totaux des ressources connues dans le monde, et exploitables dans les conditions économiques connues (c'est-à-dire courantes).

## Quelques dizaines d'années de réserves?
Pour pratiquement toutes les matières premières, les réserves mondiales sont limitées à quelques dizaines d'années.
Cette limitation, régulièrement exploitée par des prévisions alarmistes, est en fait une donnée artificielle, qui résulte structurellement des conditions de prospection et de valorisation des gisements potentiels.
Les sociétés minières n'investissent sur la prospection que s'il est économiquement nécessaire d'augmenter leur portefeuille de gisement identifié. Tant que les réserves identifiées sont suffisantes pour assurer une production à moyen terme, dans les conditions économiques régnantes, il n'est pas rentable de faire des prospections complémentaires à un niveau significatif. Cette logique économique conduit structurellement à limiter les réserves mondiales connues au délai nécessaire, en moyenne, pour mettre en exploitation un gisement nouvellement identifié.

## Réserves connues et au-delà
En régime permanent, la prospection conduit non seulement à identifier des réserves exploitables dans les conditions économiques courantes, mais également des réserves éventuelles, non exploitables dans les conditions économiques courantes, mais qui seraient exploitables si les conditions économiques en justifiait l'exploitation à un prix unitaire plus élevé.
Lorsque les réserves mondiales connues exploitables dans les conditions économiques courantes sont structurellement insuffisantes, le premier ajustement macro-économique revient à ajuster à la hausse la limite posée par le coût d'exploitation, ce qui rend "exploitable" des réserves qui ne l'étaient pas auparavant. Un tel ajustement augmente (sur le plan économique) les réserves mondiales, en faisant passer dans la catégorie "exploitable" des gisements qui ne l'étaient pas précédemment.

## Discussion des réserves
Pour se prémunir contre cet effet artificiel lié à la prise en compte d'un seuil économique, les données sur les réserves géologiques sont souvent discutées en précisant le seuil économique d'exploitabilité pris en compte (pour les données actuelles), et/ou en précisant les réserves connues qui seraient exploitables à un seuil donné (supérieur au seul courant).
Cette présentation, plus prudente, permet de mieux prendre en compte les réserves déjà identifiées, mais non exploitables dans les conditions courantes.
Mais elle sous-estime nécessairement les réserves mondiales, puisque les gisements potentiellement exploitables mais non encore prospectés (parce que le portefeuille de gisements était suffisant pour les besoins des sociétés minières) n'ont pas encore été pris en compte dans ce décompte.